# Zooropa
Zooropa és el vuitè àlbum de la banda irlandesa de rock U2. Originalment concebut com un EP va ser gravat entre les diferents parts de la gira Zoo TV. Produït per Flood, Brian Eno i el mateix guitarrista d'U2, The Edge, va sortir al mercat el 5 de juliol de 1993 sota el segell d'Island Records. Influenciat tant per la vida durant la gira com per la pluja de comentaris de la premsa i la ironia provinent de la gira, Zooropa va ser la continuació de l'experimentació de la banda amb el rock alternatiu i la música electrònica del seu àlbum anterior Achtung Baby. Igual que aquest àlbum, Zooropa va ser un èxit comercial i de crítica. El títol de l'àlbum és una combinació de "Zoo TV" i "Europa".

## Guardons
Premis
- 1994: Grammy al millor àlbum de música alternativa